# Д’Онофрио, Франческо
Франческо Д’Онофрио (итал. Francesco D’Onofrio; род. 3 августа 1939, Салерно, Кампания) — итальянский государственный деятель.

## Биография
Родился 3 августа 1939 года в Салерно, Италия.
Д’Онофрио получил юридическое образование в Неаполитанском университете имени Фридриха II, а также получил степень магистра права в Гарвардском университете под руководством Генри Киссинджера. Несколько лет спустя преподавал публичное право в римском университете Сапиенца.
В 1982 году Д’Онофрио вступил в Христианско-демократическую партию, от который был избран в Сенат в 1983 году и в Палату депутатов в 1987 и в 1992 годах.
С 12 апреля 1991 по 24 апреля 1992 года он работал в кабинете Джулио Андреотти в качестве заместителя министра конституционных реформ.
В 1994 году он присоединился к Христианско-демократическому центру Пьера Фердинандо Казини, который находился в союзе с Сильвио Берлускони и его партией «Вперёд, Италия». В мае 1994 года Д'Онофрио был назначен министром общественного образования в первом кабинете Берлускони.
Позже он трижды переизбирался в Сенат и был лидером группы Христианско-демократического центра. 